# Kabinet-Brundtland I
Het kabinet–Brundtland I was de regering van het Koninkrijk Noorwegen van 4 februari 1981 tot 14 oktober 1981. Het kabinet werd gevormd door de politieke partij Arbeiderpartiet na het aftreden van premier Odvar Nordli, waarna oud-minister van Milieu en Klimaat Gro Harlem Brundtland haar partijgenoot opvolgde als partijleider en eerste vrouwelijke premier. Het kabinet-Brundtland I was op een enkele wijziging na een voortzetting van het vorige kabinet.

## Kabinet–Brundtland I (1981)
| Ambtsbekleder                | Ambtsbekleder         | Ambtsbekleder                    | Functie(s)                          | Ambtstermijn    | Ambtstermijn    | Partij(en)      |
| ---------------------------- | --------------------- | -------------------------------- | ----------------------------------- | --------------- | --------------- | --------------- |
|                              | Gro Harlem Brundtland | Gro Harlem Brundtland (1939)     | Premier                             | 4 februari 1981 | 14 oktober 1981 | Arbeiderpartiet |
|                              | Knut Frydenlund       | Knut Frydenlund (1927–1987)      | Minister van Buitenlandse Zaken     | 4 februari 1981 | 14 oktober 1981 | Arbeiderpartiet |
|                              |                       | Ulf Sand (1938–2014)             | Minister van Financiën              | 4 februari 1981 | 14 oktober 1981 | Arbeiderpartiet |
|                              |                       | Bjørn Skau (1929–2013)           | Minister van Justitie               | 4 februari 1981 | 14 oktober 1981 | Arbeiderpartiet |
|                              |                       | Finn Kristensen (1936)           | Minister van Economische Zaken      | 4 februari 1981 | 14 oktober 1981 | Arbeiderpartiet |
|                              |                       | Kari Gjesteby (1947)             | Minister van Handel                 | 4 februari 1981 | 14 oktober 1981 | Arbeiderpartiet |
|                              | Thorvald Stoltenberg  | Thorvald Stoltenberg (1931–2018) | Minister van Defensie               | 4 februari 1981 | 14 oktober 1981 | Arbeiderpartiet |
|                              |                       | Arne Nilsen (1924–2020)          | Minister van Sociale Zaken          | 4 februari 1981 | 14 oktober 1981 | Arbeiderpartiet |
|                              | Einar Førde           | Einar Førde (1943–2004)          | Minister van Onderwijs              | 4 februari 1981 | 14 oktober 1981 | Arbeiderpartiet |
| Minister voor Godsdienst     | Einar Førde           | Einar Førde (1943–2004)          |                                     | 4 februari 1981 | 14 oktober 1981 | Arbeiderpartiet |
|                              |                       | Ronald Bye (1937–2018)           | Minister van Transport              | 4 februari 1981 | 14 oktober 1981 | Arbeiderpartiet |
|                              |                       | Harriet Andreassen (1925–1997)   | Minister van Regionale Zaken        | 4 februari 1981 | 14 oktober 1981 | Arbeiderpartiet |
| Minister voor Arbeid         |                       | Harriet Andreassen (1925–1997)   |                                     | 4 februari 1981 | 14 oktober 1981 | Arbeiderpartiet |
|                              |                       | Oskar Øksnes (1921–1999)         | Minister van Landbouw               | 4 februari 1981 | 14 oktober 1981 | Arbeiderpartiet |
|                              | Eivind Bolle          | Eivind Bolle (1923–2012)         | Minister van Visserij               | 4 februari 1981 | 14 oktober 1981 | Arbeiderpartiet |
|                              |                       | Rolf Hansen (1920–2006)          | Minister van Milieu en Klimaat      | 4 februari 1981 | 14 oktober 1981 | Arbeiderpartiet |
|                              |                       | Arvid Johanson (1929–2013)       | Minister van Olie en Energie        | 4 februari 1981 | 14 oktober 1981 | Arbeiderpartiet |
| Minister zonder portefeuille |                       |                                  |                                     |                 |                 |                 |
| Ambtsbekleder                | Ambtsbekleder         | Ambtsbekleder                    | Functie(s)                          | Ambtstermijn    | Ambtstermijn    | Partij(en)      |
|                              |                       | Sissel Rønbeck (1950)            | Minister voor Administratieve Zaken | 4 februari 1981 | 14 oktober 1981 | Arbeiderpartiet |
| Minister voor Jeugd en Gezin |                       | Sissel Rønbeck (1950)            |                                     | 4 februari 1981 | 14 oktober 1981 | Arbeiderpartiet |

Gerhardsen I ·
Gerhardsen II ·
Torp ·
Gerhardsen III ·
Lyng ·
Gerhardsen IV ·
Borten ·
Bratteli I ·
Korvald ·
Bratteli II ·
Nordli ·
Brundtland I ·
Willoch I ·
Willoch II ·
Brundtland II ·
Syse ·
Brundtland III ·
Jagland ·
Bondevik I ·
Stoltenberg I ·
Bondevik II ·
Stoltenberg II ·
Solberg ·
Støre